# 侯裕田
侯裕田（1829年—1865年），本名侯管勝，太平天國森王，號六千歲。廣東嘉應州人，本為清兵，被俘後投降太平天國。戊午八年（1858年），封詳天燕。庚申十年（1860年），晉封詳天福。十二月二十九日，晉封詳天安。辛酉十一年（1861年）五月，晉封詳天義。十二月，晉封忠誠二百十三天將。後積功至森王。
天京被清軍攻陷後，候裕田剃髮易服，經上海逃亡到香港，化名何雨田。侍王李世賢得知森王在香港，念念不忘復國，於是向他請求接濟，森王慨然答應。遂於港島上環開設五金店「金成泰店」作掩護。表面在香港從商，實際上是為太平軍走私軍火，且廣布耳目，以探清軍虛實。
清政府查知後，隱瞞侯裕田的身份，向香港政府聲稱何雨田是海匪，要求引渡。結果署理香港總督孖沙中計，信以為真。及後派人逮捕侯裕田，候裕田力辯無罪，但最終仍被以海盜罪解送廣州，成為香港開埠後首名被引渡的政治犯。候於公堂上從容言復國之志，斥清政之苛，慷慨不屈不降。同治四年（1865年）四月二十五日，在廣州被極刑處死，時年36歲。行刑時百姓環堵觀者甚眾，聞之有泣下者。
事後，侯裕田的真正身份被揭發。由於港府違反國際法將政治犯移交而廣受批評。

## 侯裕田公館
在常熟山塘涇岸80—90號，1982年11月列為縣文物保護單位。